# Marie Pierre Adrien Francastel
Marie Pierre Adrien Francastel, né à Formerie le 30 mars 1761 et mort à Paris le 10 mars 1831, est un homme politique français. Sous la Révolution française, pendant la période dite de la Terreur, il est un représentant en mission dans les départements de l'Ouest de la France.

## Ancien régime
Fils de Pierre Francastel, lieutenant de justice et de Marie-Louise Broutel, il est pourvu d'une charge au grenier à sel de Grandvilliers. Licencié ès lois, il fut secrétaire du duc François Alexandre Frédéric de La Rochefoucauld-Liancourt sous l'Ancien Régime.
Il épouse en 1785 Marie-Madeleine Fromant.

## Révolution
Nommé administrateur du district d'Évreux dès le début de la Révolution, il est, en 1792, élu député suppléant à la Convention par le département de l'Eure ; le 27 juin 1793, il y remplace François Buzot. 
Prenant place dans les rangs de la Montagne, en juillet il est adjoint au Comité de salut public « pour aider par sa connaissance du pays » à la répression des Girondins en Normandie, mais à la demande du député Barère, on l'envoie à Angers .
Le 13 octobre 1793, il est nommé représentant du peuple en mission près de l’armée de l’Ouest, dans les départements de l'Ouest. Après un passage à Nantes aux côtés de Carrier, où il participe à la mise en place d’institutions appelées à devenir le symbole de la Terreur à Nantes, à savoir la Compagnie Marat, la section révolutionnaire du tribunal criminel de Loire-Inférieure et la commission militaire révolutionnaire Pépin-Lenoir, il rejoint Angers, où il remplit le rôle d’administrateur: Il est chargé, entre autres, d’assurer les communications entre les représentants, les autorités locales, et Paris. Il s’occupe de la question des subsistances, des armes et des munitions qui doivent être transférées de Vendée vers les autres départements en vue d’alimenter l’armée de l’Ouest, tout cela de concert avec les autorités locales. Parallèlement, il tient le rôle de « chroniqueur » des événements auprès du Comité de salut public, décrivant l’évolution de la situation militaire et annonçant les mesures prises .
L’inquiétude commence à le saisir à la suite de la défaite des Vendéens devant Granville qui entraîne leur reflux vers la Loire. Les troupes républicaines les poursuivent, mais sont incapables de profiter de cette défaite pour les arrêter et, le 21 novembre, l’armée de l’Ouest connaît une défaite lors de la Bataille de Dol et doit rejoindre Rennes pour être réorganisée. Angers devient alors une cible possible. Francastel décide donc d'organiser la défense d'Angers avec les autorités locales. Finalement les vendéens échouent à prendre la ville lors du siège d'Angers  .
À la suite de cet épisode la vision de la guerre et l'action de Francastel évoluent. De nombreux prisonniers vendéens sont amenés à Angers à la suite de la bataille de Savenay et de la bataille du Mans. Il évoque alors régulièrement la question des prisonniers. Il parle d’un « surcroît de gêne, pour les subsistances, et pour la garde », jugeant que « le fer et la flamme n’ont pas encore été assez employés dans ce maudit pays, malgré les ordres réitérés » . 
En particulier, Francastel reproche à la commission militaire révolutionnaire Proust de se montrer indulgente envers les femmes vendéennes faites prisonnières lors de la bataille du Mans les 12 et 13 décembre 1793.  Il appelle la commission militaire révolutionnaire Parein-Félix (qui est alors dirigée par Jean-Baptiste Musquinet de Saint-Félix, commissaire de la commune de Paris) à revenir rapidement à Angers. Ainsi, il déclare au sujet de la commission Félix: « « il nous faut des hommes révolutionnaires, qu'une fausse pitié n'amollit pas, et dont la main est conduite par le seul et pur sentiment de délivrer son pays d’un des fléaux les plus terribles. Qu'il est peu d’hommes de cette trempe ! Indulgence, oubli du passé, compassion, sensibilité, tous ces beaux noms ne couvrent que faiblesse, modérantisme et perfidie. » ».

### La répression à Angers et dans ses environs proches

#### Les fusillades extra-muros
Du 12 janvier au 16 avril 1794, environ 1 300 prisonniers sont fusillés à Avrillé.
De plus de fin novembre 1793 à la mi-janvier 1794, environ 1 550 autres prisonniers sont fusillés aux Ponts-de-Cé .

#### Les morts à Angers intra-muros
Le nombre de victimes recensées à Angers intra-muros est le suivant : 1 310 morts dont 290 guillotinés et fusillés et 1 020 décès en prison .

### Soutien à la politique des colonnes infernales
À la suite de la mise en application du plan Turreau le 21 janvier, les représentants en mission Hentz et Garrau sont envoyés auprès de Turreau. Le 15 février 1794, Francastel, Hentz et Garrau sont à Angers et écrivent au comité de salut public qu'ils soutiennent Turreau en évoquant son mérite et sa franchise. Le 26 février, ils réaffirment leur vision au Comité : « La race d’hommes qui habite la Vendée est mauvaise ; elle est composée de fanatiques, qui sont le peuple, ou de fédéralistes, qui sont les messieurs ».
Francastel ordonna notamment au général Grignon : « Tu feras trembler les brigands, auxquels il ne faut faire aucun quartier; nos prisons regorgent des prisonniers en Vendée!...: Il faut achever la transformation de ce pays en désert. Point de mollesse ni de grâce... Ce sont les vue de la Convention... Je le jure: la Vendée sera dépeuplée ».

### Fin de carrière de représentant en mission
Le régime de Francastel à Angers prend fin en avril 1794. Le 20 mai 1794, Francastel est nommé secrétaire de la Convention nationale. Le rapport de Francastel et de Hentz sur leur mission près de l'armée de l'ouest parait à Paris en octobre 1794. Les deux auteurs couvrent leurs actions sur les décrets de la convention, se désolidarisent néanmoins de Turreau et affirment que leur éventuel procès induirait par contrecoup un procès des révolutionnaires et de la révolution . De plus, ils mettent en doute la réalité des crimes commis .  N'étant pas sérieusement inquiété pour ses actions, Francastel déclare dans une lettre adressée à son ancien collègue Michel de Beaupuy, général de l’armée de l’Ouest, le 10 mars 1795 qu'il veut se faire oublier: «Puissions-nous nous rencontrer quelque jour dans une retraite paisible, dans une obscurité vertueuse, jouissant du bonheur des Français libres, régénérés. Car après le bonheur d’avoir servi la patrie, il n’en est point de plus grand que celui de vivre ignoré.».
Néanmoins, lors de la réaction Thermidorienne (9 aout 1795), la Société populaire « régénérée » d'Angers le dénonce à la Convention comme terroriste et complice de Carrier, mais Francastel réussit à faire renvoyer cette affaire devant le Comité de législation.

## Directoire
Sous le Directoire, il fut chargé de contrôler sur la frontière l'introduction en France de béliers de race espagnole, puis il entre au ministère de la Guerre où il remplit de modestes fonctions, il en sort le 15 septembre 1799.

## Consulat et le Premier Empire
Sous le Consulat, il fut chargé d'entretenir les jardins de Joséphine de Beauharnais. De 1805 a 1809, il est proviseur du lycée de Versailles, pendant les Cents-Jours, il sollicite à Carnot, à titre d'ancien conventionnel, une place dans une bibliothèque ou dans un ministère. Puis il vécut retiré dans une propriété qu'il avait acquise aux environs de Versailles. Il mourut à Paris le 10 mars 1831 .

## Sources
- « Marie Pierre Adrien Francastel », dans Adolphe Robert et Gaston Cougny, Dictionnaire des parlementaires français, Edgar Bourloton, 1889-1891 [détail de l’édition]
- Histoire de la Révolution française de Jules Michelet
- Jacques Hussenet, Détruisez la Vendée! : regards croisés sur les victimes et destructions de la guerre de Vendée, La Roche-sur-Yon, Centre Vendéen de recherches historiques, 2007, 634 p. (ISBN 978-2-911253-34-8), p. 50
- Essai sur la Terreur en Anjou, Camille Bourcier, E. Barassé Ed., 1870
- Mémoires de la Société Nationale d'Agriculture, Sciences et Arts d'Angers, 1914
- Francastel, représentant en mission dans la guerre de Vendée de Anne Louise Le Cossec